# بولندا العصر الحجري

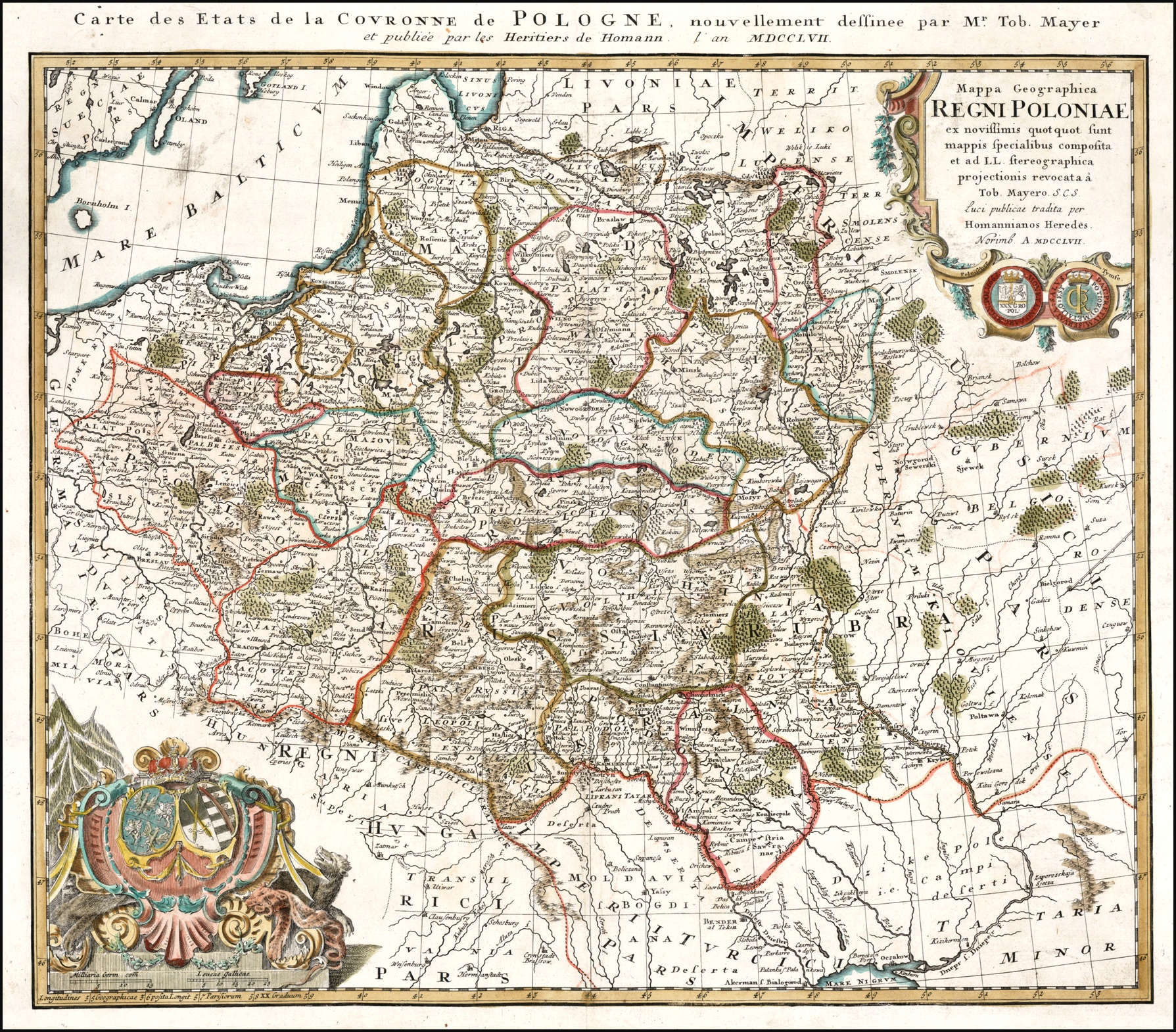

ينقسم العصر الحجري في أراضي بولندا المعاصرة إلى العصر الحجري القديم، العصر الحجري المتوسط والعصر الحجري الحديث. امتد العصر الحجري القديم من 500,000 حتى 8000 قبل الميلاد تقريبًا. ينقسم العصر الحجري القديم إلى ثلاث فترات، العصر الحجري القديم السفلي من 500,000 حتى 350,000 قبل الميلاد، والعصر الحجري القديم الأوسط من 350,000 إلى 40,000 قبل الميلاد، والعصر الحجري القديم العلوي من 40,000 إلى 10,000 قبل الميلاد. والعصر الحجري القديم الأخير من 10,000 إلى 8000 قبل الميلاد. استمر العصر الحجري المتوسط من 8000 إلى 5500 قبل الميلاد. والعصر الحجري الحديث من 5500 إلى 2300 قبل الميلاد. ينقسم العصر الحجري الحديث إلى العصر الحجري الحديث الأصلي من 5500 إلى 2900 قبل الميلاد والعصر النحاسي من 2900 إلى 2300 قبل الميلاد.
استمرت فترة العصر الحجري 800,000 عام، وشملت ثلاثة أنواع بشرية مختلفة: الإنسان المنتصب، النياندرتال (الإنسان البشري البدائي)، الإنسان العاقل. تراوحت حضارات العصر الحجري بين المجموعات البشرية المبكرة مع أدوات بدائية إلى المجتمعات الزراعية المتقدمة، التي استخدمت أدوات حجرية متطورة وبنت المستوطنات المحصنة وطورت تعدين النحاس. كما هو الحال في أماكن أخرى في أوروبا الشرقية والوسطى، مرت الحضارات البشرية في العصر الحجري بمراحل تعرف باسم العصر الحجري القديم والعصر الحجري المتوسط والعصر الحجري الحديث، جلبت كل منها تحسينات جديدة لتقنيات صنع الأدوات الحجرية. وكانت الأنشطة البشرية في فترة العصر الحجري القديم (يبلغ عمر المواقع المبكرة نحو 500,000 عام) متقطعة بسبب فترات الغمر الجليدي المتكررة. ومع انحسار الغمر الجليدي الأخير، أصبح الاحترار المناخي العام والزيادة في التنوع الإيكولوجي الناتجين سمتين من سمات العصر الحجري المتوسط (من 9000-8000 قبل الميلاد). جلب العصر الحجري الحديث أول المجتمعات الزراعية المستقرة؛ التي هاجر مؤسسوها من منطقة نهر الدانوب (منذ 5500 قبل الميلاد). اعتمد السكان الأصليون لاحقًا في فترة ما بعد العصر الحجري المتوسط على الطرق الزراعية وطوروها (من 4400 إلى نحو 2000 قبل الميلاد).

## العصر الحجري القديم

### الغمر الجليدي
بدأت فترات العصر الحديث الأقرب الأبرد (الدور الجليدي) والأدفأ (بين دورين جليديين) في بولندا بالغمر الجليدي في جنوب بولندا (الغمر الجليدي لنهر سان، حتى 450,000 قبل الميلاد)، متبوعًا بفترة مازوفيا بين الجليديين (450,000-370,000 قبل الميلاد)، والغمر الجليدي في بولندا الوسطى (370,000-128,000 قبل الميلاد)، وفترة إيميان بين الجليديين (128,000-115,000 قبل الميلاد)، والغمر الجليدي فيستولا (العصر الجليدي الأخير) (115,000-10,000 قبل الميلاد).

### الإنسان المنتصب
وُجدت المستوطنات البشرية على الأراضي البولندية في وقت متأخر عن المناطق الأكثر ملائمة مناخيًا في جنوب وغرب أوروبا وكانت تعتمد على فترات الغمر الجليدي المتكررة. عثر على موقع تخييم مجتمعات الصيد وجمع الثمار للإنسان المنتصب، بالإضافة إلى الأدوات الحجرية البدائية لسكانه (القواطع والميكروليت)، وعلى عظام الثدييات الكبيرة التي اصطادوها والأسماك التي أمسكوها، أسفل رواسب فترة الغمر الجليدي في نهر سان في تشبنيتزا ويبلغ عمرها نحو 500,000 سنة. عثر على مواقع أحدث مرتبطة بنفس النوع في روسكو بالقرب من سترشيغوم، الواقعة في منطقة سيليزيا السفلى، مثل تشبنيتزا. يمثل هذا المجمعات الميكروليتية في فترة العصر الحجري القديم السفلي. كان الإنسان المنتصب، المعروف سابقًا باسم إنسان جاوة، من أنواع البشر الأوائل.

### إنسان النياندرتال
يعتبر اليوم إنسان النياندرتال (والمعروف بالإنسان العاقل البدائي) نوعاً متميزاً، عاش في النصف الجنوبي من بولندا خلال فترة العصر الحجري القديم الأوسط، أي ما بين 300,000 و40,000 قبل الميلاد. إذ عثر على آثار متنوعة وتم تمييز حضارات نياندرتالية مختلفة. ومن بين الأدوات الأقدم فأس حجري آشولي من شيليشيا التي يرجع تاريخه إلى ما بين 200,000 و180,000 عام. توغلت مجموعات متفرقة من مجتمعات الصيد وجمع الثمار النياندرتالية جنوب بولندا أيضًا خلال فترة إيميان بين الجليديين، من 128,000 إلى 115,000 قبل الميلاد. يُظهر فحص مواقع حضارة مايكوكيان-بروندنيك (مجمع شرق مايكوكيان) في وادي نهر بروندنيك شمال كراكوف وفي زفولين بالقرب من رادوم من نحو 85,000 إلى 70,000 قبل الميلاد (المرحلة المبكرة من فترة الغمر الجليدي لنهر فيستولا)، أن بعض جماعات إنسان النياندرتال كانوا صيادين جماعيين مهرة، قادريين على قتل العديد من الثدييات الكبيرة المميزة لمناخ العصر الحديث الأقرب البارد ومعالجة اللحوم والجلد والعظام باستخدام أدوات متخصصة.

### الإنسان العاقل
يظهر الإنسان العاقل الكامل (الإنسان العاقل العاقل، نوع الكرومانيون) في العصر الحجري القديم العلوي، الذي استمر من 40,000 إلى 9000 قبل الميلاد. لم يسكن البشر بولندا خلال الجزء الأكثر برودةً من هذه فترة الممتدة من 20,000 إلى 15,000 قبل الميلاد من العصر الجليدي. يعتبر الجزء الأخير الأكثر دفئًا، بعد الانقطاع المناخي وإعادة ظهور البشر، العصر الحجري القديم المتأخر.
طارد الأفراد من العصر الحجري القديم العلوي المتخصصين في الصيد الجماعي المنظم للثدييات الكبيرة - في بعض الأحيان قطعانًا كاملة وقادوها إلى الفخاخ. ولبوا احتياجاتهم الغذائية غالبًا من خلال استهلاك اللحوم، إذ اقتصر الغطاء النباتي على التندرا والسهوب وكانت الأرض مغطاة بالجليد والثلوج (الغمر الجليدي الأخير فيستولا) لفترات طويلة. أدت أساليب تصنيع الأدوات الأكثر تطوراً إلى إنتاج فلقات طويلة (أكثر من قدمين)، وضيقة وحادة من الصوان. عُثر في كهف بالقرب من نوي تارغ (حضارة غرافيتان الشرقية)، على كيد (خذوف، بومرانغ) يبلغ عمره 30,000 عام، وهو الأقدم في العالم. وهو أداة طولها 70 سم على شكل هلال متقنة الصنع، مصنوعة من أنياب الماموث. اصطِيد الماموث في منطقة كراكوف خلال 25,000 إلى 20,000 قبل الميلاد. وعثر أيضًا على نصلات يبلغ عمرها 30,000 عامًا من نوع يسمى ملادتش تعود للحضارة الأوريجناكية، مصنوعة من العظام، في فيرشخوفيه، بمقاطعة كراكوف.
اكتُشف مدفن عمره 27500 عام لطفل يبلغ 18 شهرًا، كاملًا مع مصنوعات يدوية مزخرفة، وعناصر حلى متدلية أو قلادة مصنوعة من أسنان حافريات كبيرة، في كهف بورسوك بالقرب من كراكوف (جنوب مرتفع كراكوف-شيستوخوفا). يُعتقد أنه أقدم دفن متعمد يقع في بولندا.
يعد ريدنو مجمع من المواقع الأثرية على طول وادي نهر كامينا بين ساكرجيسكو-كامينا وفوخودسك، توجد عدة مئات من مواقع التخييم التي تعود إلى العصر الحجري القديم هناك، مما يجعله أكبر تجمع لهذه الاكتشافات في العالم. وتمتد على مدى عدة فترات، بدءًا بالحضارة «الموستيرية» (إنسان نياندرتال)، تليها حضارة هامبورغ لصيادي الرنة. يمثل العصر الحجري القديم الأخير هناك بحضارة كومورنيتسا، والتي سميت على اسم قرية في مقاطعة ليغينوفو. تعود أشهر مخيمات العصر الحجري القديم الأخير في المنطقة، والتي تشمل بعض أكواخ المخابئ، إلى أفراد انشغلوا بتعدين الهيماتيت الخام، الذي صنع منه صبغات المغرة التي استخدمت لصبغ الجسم. جرت المتاجرة بهذه الصبغة الحمراء على نطاق واسع، وهذا يفسر وجود الصخور والمعادن المنتجة لها من مناطق بعيدة في بولندا وسلوفاكيا والمجر المعاصرة في ريدنو. خزنت قطع من صوان «الشوكولاتة» التي أحضرت إلى هذه المنطقة للمعالجة بكميات كانت دائمًا مضاعفات من ثلاثة. يُعتقد بسبب هذا وغيره من الأدلة، أن شعوب العصر الحجري القديم طوروا نظام عد يستند إلى هذا الرقم. اكتشف موقع حضارة هامبورغ الذي يعود إلى 12,600 قبل الميلاد مع الخيام ومواقع إشعال نار المخيم وأدوات جحرية لتجفيف اللحوم في أولبراخشستي، مقاطعة سخوفا.
يعد وادي نهر برودنيك مصدرًا غنيًا بالمواقع والمصنوعات اليدوية التي تعود للعصر الحجري القديم المتأخر (الحضارة المجدلية 14500 قبل الميلاد). احتوى كهف ماشتزكا على بقايا وحدة اجتماعية نموذجية (في ذلك الوقت) تتألف من عدة أسر، 20-30 شخصًا، بالإضافة إلى العديد من الأدوات والمصنوعات اليدوية الأخرى لحضارتهم. بما في ذلك أدوات الطعام العظمية المزخرفة. واكتشفت مؤخرًا في شميلوف، مقاطعة أوستروبيتس شفينتوكشسكي، بقايا مأوى للحضارة المجدلية يتراوح عمره بين 15,000 و17,000 سنة (موقع حُجرة مخبأ يضم آثار أعمدة دعم، وموقد، ومواد مستوردة). تقع آثار المخيمات الأحدث (التي تعود إلى العصر الحجري القديم الأخير) والتي حددت في حضارات شفيدريان وفيدميسر وآرنسبوغ في ستاري مارزي بالقرب من شفيجي، من بين أماكن أخرى.